# Anacampseros decapitata
Anacampseros decapitata är en tvåhjärtbladig växtart som beskrevs av Burgoyne och J.van Thiel. Anacampseros decapitata ingår i släktet Anacampseros och familjen Anacampserotaceae. Inga underarter finns listade i Catalogue of Life.